# Merlin (čarobnjak)
Merlin je čarobnjak koji se pojavljuje u legendama o Kralju Arturu.
Moguće je da je mitološki lik Merlina nastao prema povjesnoj ličnosti pjesnika i vidovnjaka Myrddina, koji se nakon poraza kralja Gundola kraj Alfderida (573.) povukao u šumu i tamo živio kao pustinjak čarobnjak.

## U djelu Geoffreya od Monmoutha
Klasični lik čarobnjaka Merlina nastao je u djelu Geoffreya od Monmoutha Povijest britanskih kraljeva (eng. History of the kings of Britain). Kao prototip Merlinu poslužio je lik iz velških legendi, šaman Myrddin Wyllt, koji u ovom djelu iz 12. stoljeća, prerasta u arturijanskog čarobnjaka.
Prema ovom djelu, kao i kasnijim predajama, Merlin je savjetnik kralja Artura pa čak i njegov odgojitelj koji mu je pomogao ispuniti svoju sudbinu, pokazavši mu Excalibur, mač u kamenu (u ranijim legendama, radilo se, zapravo, o dvama različitim mačevima).

## U popularnoj kulturi
- Merlin se pojavljuje kao jedan od glavnih likova u Disneyjevom dugometražnom animiranom filmu "Mač u kamenu" iz 1963. godine.
- Jedan je od likova u američko-britanskoj fantaziji Excalibur iz 1981. godine.
- U filmu "Kralj Arthur" (2004.) prikazan je kao vođa barbarskih Pikta.
- Colin Morgan je utjelovio lik Merlina u BBC - jevoj fantastičnoj seriji Merlin
- Pojavljuje se kao sporedni protagonist desete sezone serije Zvjezdana vrata SG-1, imena Merlin, Myrddin ili Moros.